# (7396) Brusin
(7396) Brusin (1986 EQ2) – planetoida z grupy pasa głównego asteroid okrążająca Słońce w ciągu 5 lat w średniej odległości 2,92 j.a. Odkryta 4 marca 1986 roku.